# مجلس الأمهات والزوجات
مجلس الأمهات والزوجات (بالروسية: Совет матерей и жен) هي منظمة تأسست في عام 2022 من قبل أقارب العسكريين الروس المشاركين في الغزو الروسي لأوكرانيا عام 2022.
لقد حاولوا مقابلة الرئيس الروسي فلاديمير بوتن ولكن تم رفضهم حيث اختار بوتن مقابلة مجموعة من الأقارب العسكريين الذين اختارتهم الحكومة الروسية.
تم حظر صفحتهم على موقع فكونتاكتي حيث ذكر الموقع أن هذا كان بناء على أوامر من مكتب المدعي العام للاتحاد الروسي. وفقا لصحيفة موسكو تايمز كانت صفحة الويب قد ذكرت ارتباطها بالاتحاد الوطني لإحياء روسيا قبل حظرها.